# Fervidelas
Fervidelas is een plaats (freguesia) in de Portugese gemeente Montalegre en telt 116 inwoners (2001).